# Henrike Knörr
Henrike Knörr Borrás, né le 2 février 1947 à Tarragone et mort le 30 avril 2008 à Vitoria-Gasteiz, est un linguiste, philologue, écrivain et académicien basque espagnol de langue basque et espagnole. Il est professeur d'université et vice-président de l'Académie de la langue basque ou Euskaltzaindia, institution dans laquelle il est admis en 1977.

## Biographie
Membre d'une importante famille de Vitoria-Gazteiz, Henrike Knörr est né le 2 février 1947 en Catalogne. Sa famille revient à Vitoria-Gazteiz à ses six ans. Il passe sa maîtrise de Philosophie et Lettres en 1981 à l'université complutense de Madrid et rend un mémoire sur le philosophe Alfred Whitehead. En 1987, il devient Docteur de l'université publique basque après avoir présenté une thèse de doctorat Para una edicion critica del Diccionario de Maurice Harriet.
En 2001, Henrike Knörr est le cofondateur et directeur du magazine Landazuri et le responsable de l'édition de Memorias de un vascologo de Pedro Yrizar mais aussi le compilateur des articles de René Lafon pour l'ouvrage Vasconiana. L'homme de lettres collabore avec de nombreux journaux et magazines : El Correo, El País, ABC, La Vanguardia, Courrier international ou El Diario de Noticias de Pampelune.
Henrike Knörr est l'auteur de nombreux ouvrages, comptes-rendus, prologues et livres dont les plus récents sont Hitzaurrea (2001), Justo Garrate euskalari (2002).
Henrike Knörr est mort d'une grave maladie à l'âge de 61 ans, et ses obsèques furent célébrées à l'église Pilar Andra Mari de Vitoria-Gazteiz.